# Pragfriedhof

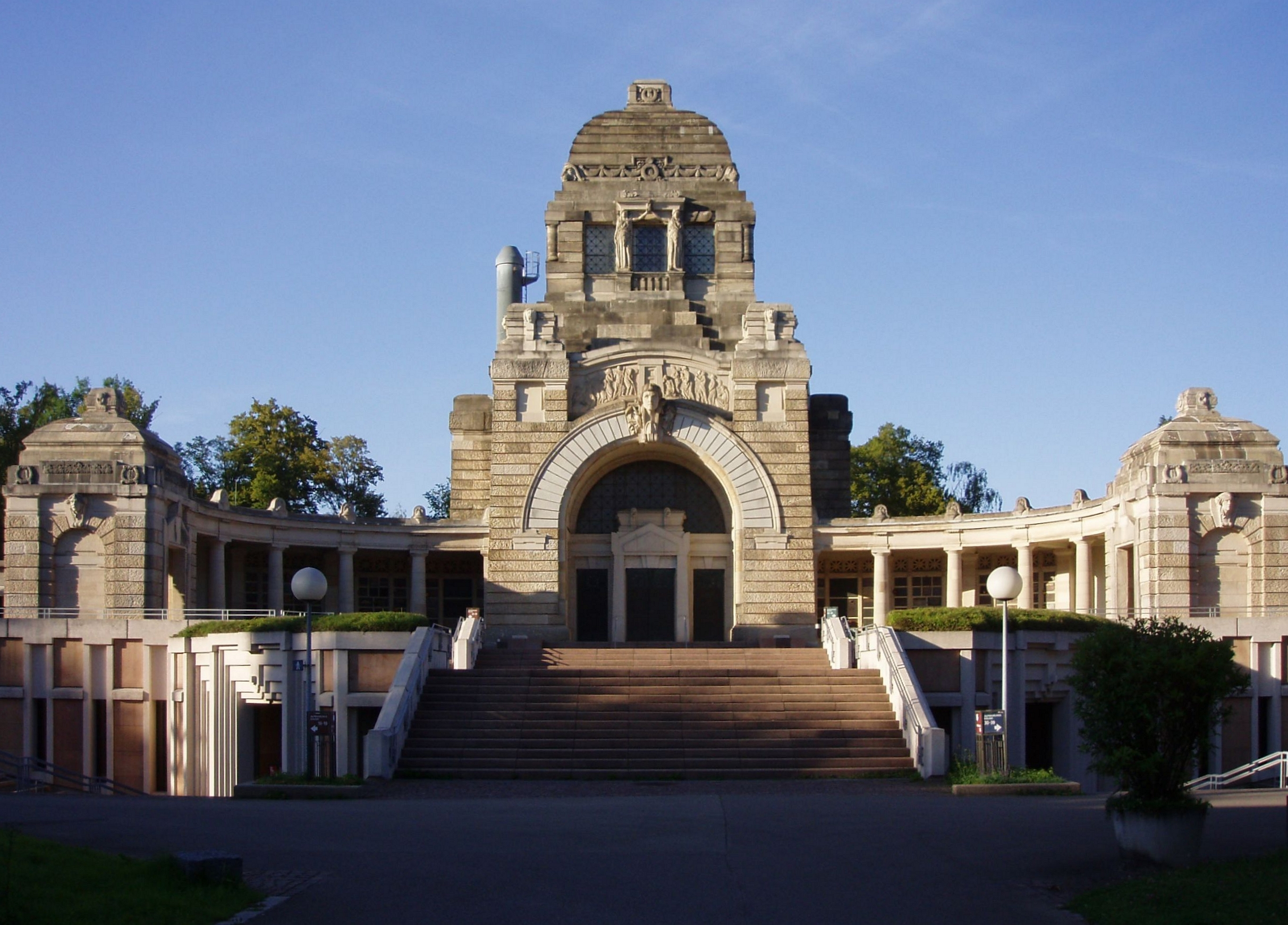
Jugendstil-Krematorium auf dem Pragfriedhof

Der Pragfriedhof in Stuttgart-Nord ist von der Fläche her mit 21 Hektar der drittgrößte Friedhof Stuttgarts, von der Belegung her mit 29.000 Grabstellen der größte Stuttgarter Friedhof. Er besteht aus einem allgemeinen Teil für alle Religionen und einem israelitischen Teil.

## Allgemeiner Teil

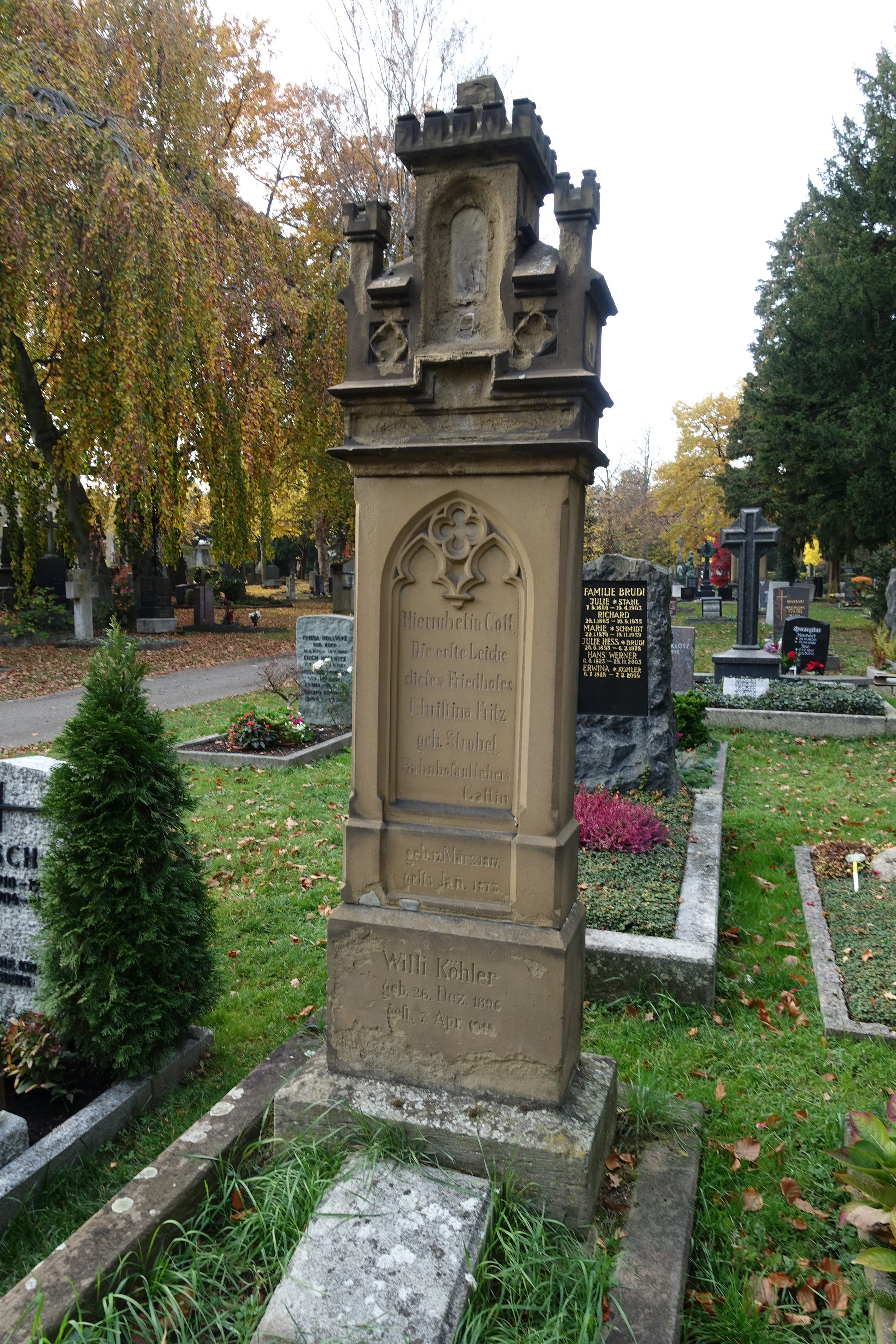
Grab von Christina Fritz, erste Leiche dieses Friedhofs 1873.

Die Begräbnisstätte unterhalb des Pragsattels lag zur Planungszeit und zum Zeitpunkt der Eröffnung 1873 außerhalb der Stadt. Die inzwischen etwa 20 Hektar große und an einem Hang liegende Anlage wird durch eine Haupt- und eine Querallee gegliedert, die den Blick auf die Feierhalle, das einzige Krematorium Stuttgarts, zulassen. Dieses Jugendstilbauwerk wurde nach den Plänen des Architekten Wilhelm Scholter in den Jahren 1905 bis 1907 errichtet. Weitere Gebäude auf dem Gelände des Friedhofs sind das Verwaltungsgebäude in der Friedhofstraße 44, die Kapelle in der Friedhofstraße 46 und das ehemalige Leichenhaus in der Friedhofstraße 48, das später zu einem Dienst- und Wohngebäude umfunktioniert wurde und heute von einer Musterausstellung zur Grabgestaltung umgeben ist. Diese Gebäude stammen aus den Jahren 1873 bis 1876 und wurden von August Beyer geschaffen. Sie greifen historisierend auf gotische Formenbestände zurück. Der Friedhof gilt als Sachgesamtheit als Kulturdenkmal.
1874 wurde der Friedhof auf der Ostseite um einen Teil für Angehörige des jüdischen Glaubens erweitert, nachdem der jüdische Teil des Hoppenlaufriedhofs nicht weiter genutzt werden konnte. Er erhielt zwischen 1881 und 1883 eine Einfriedung und ein Tor im neugotischen Stil nach den Plänen des Architekten Adolf Wolff. 1925 wurde dort eine Gedenkstätte für die jüdischen Stuttgarter Gefallenen des Ersten Weltkriegs errichtet. 1944 wurde die Friedhofshalle durch Kriegseinflüsse zerstört. Der jüdische Teil des Pragfriedhofs wurde nach der Zeit des Nationalsozialismus wieder instand gesetzt und 1947 durch ein Mahnmal für die Opfer des Nationalsozialismus ergänzt. Beisetzungen finden heute auf diesem Teil des Friedhofes kaum mehr statt; stattdessen wird der jüdische Teil des Zentralfriedhofs im Steinhaldenfeld genutzt, der bereits zwischen 1937 und 1938 angelegt wurde. Auf dem jüdischen Teil des Pragfriedhofs befinden sich über 2300 Grab- und Gedenksteine. Dieser Teil des Pragfriedhofs ist durch einen Zaun vom Rest der Anlage abgetrennt und nicht für die Allgemeinheit zugänglich.
1953 wurde die erste anonyme Urnengemeinschaft angelegt.
Mit dem vorläufig letzten Umbau des Krematoriums (1980–1984) entstand die untere Feierhalle, die man als begehbare Betonskulptur in kompromisslos brutalistischem Stil bezeichnen kann (Architekt Harry G. H. Lie mit seinem langjährigen Büropartner Max Bächer). 
2003 wurde eine Begräbnisstätte für fehlgeborene Kinder eingeweiht. Eine weitere Besonderheit für Stuttgart ist die Möglichkeit der Urnenbeisetzung im Kolumbarium.
Auf dem Gelände des Pragfriedhofs befindet sich auch die russisch-orthodoxe Heiliger-Alexander-Nevskij-Kirche.

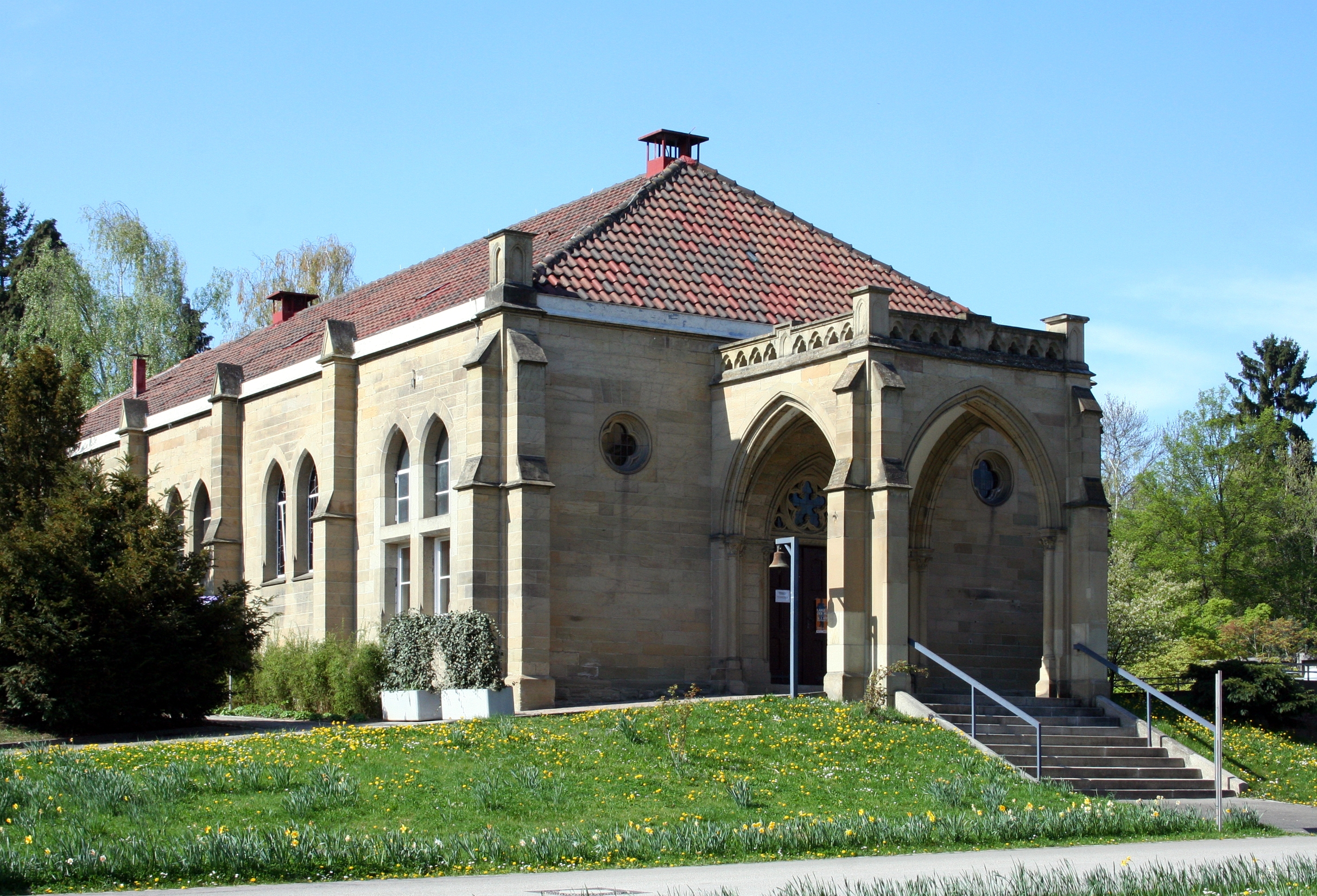
Ehemaliges Leichenhaus
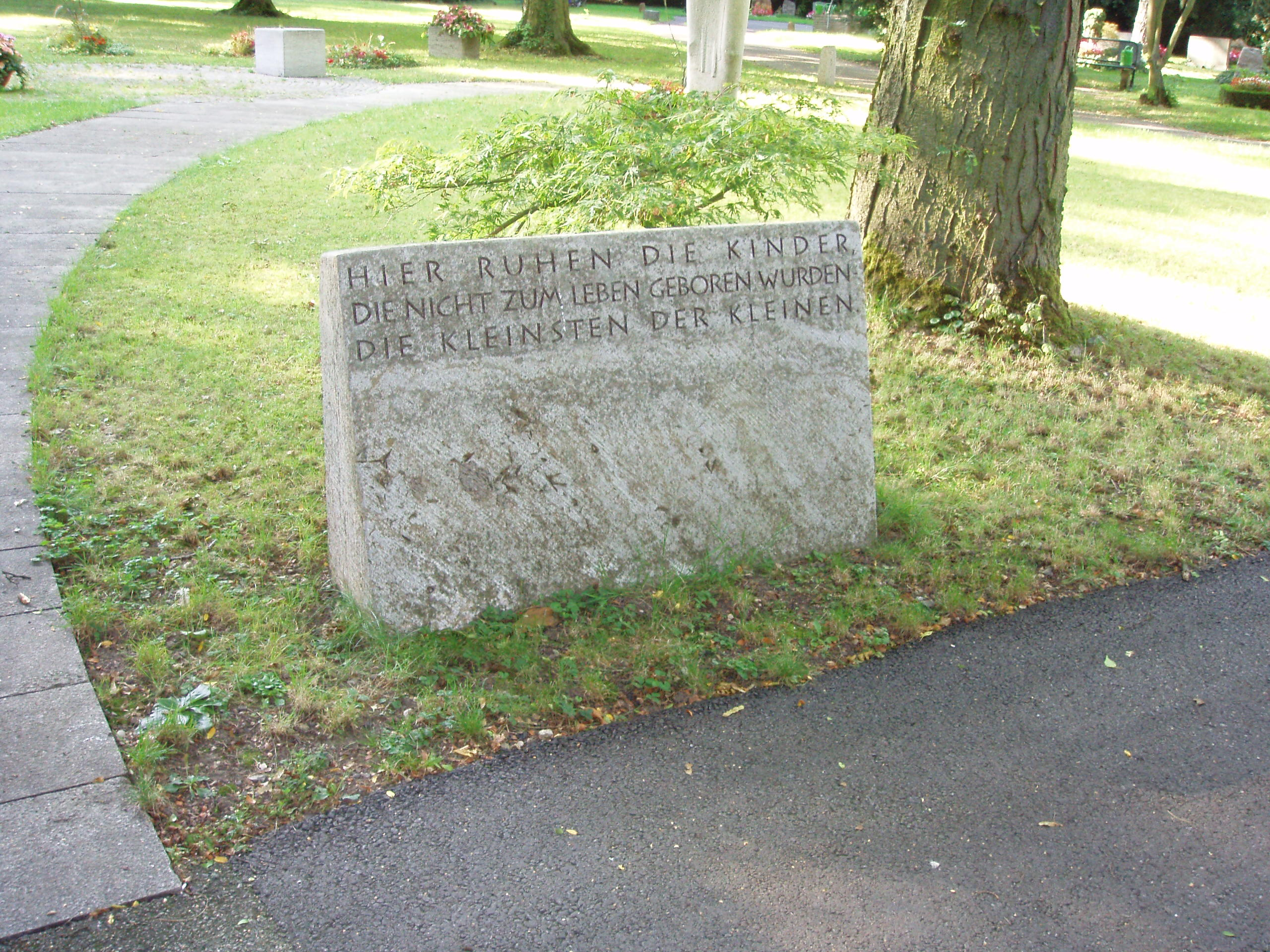
Zugang zur Begräbnisstätte für fehlgeborene Kinder
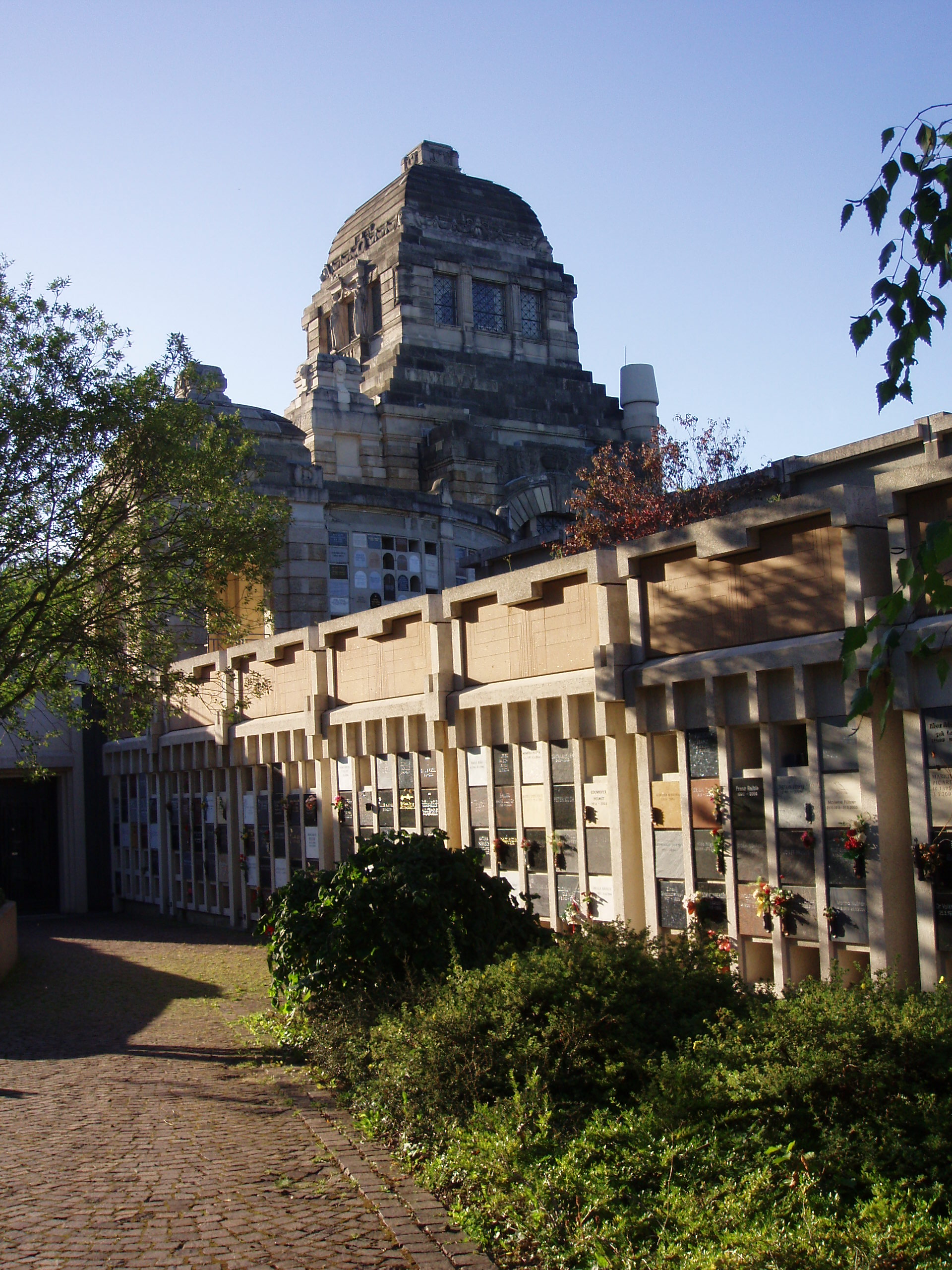
Kolumbarium am Krematorium
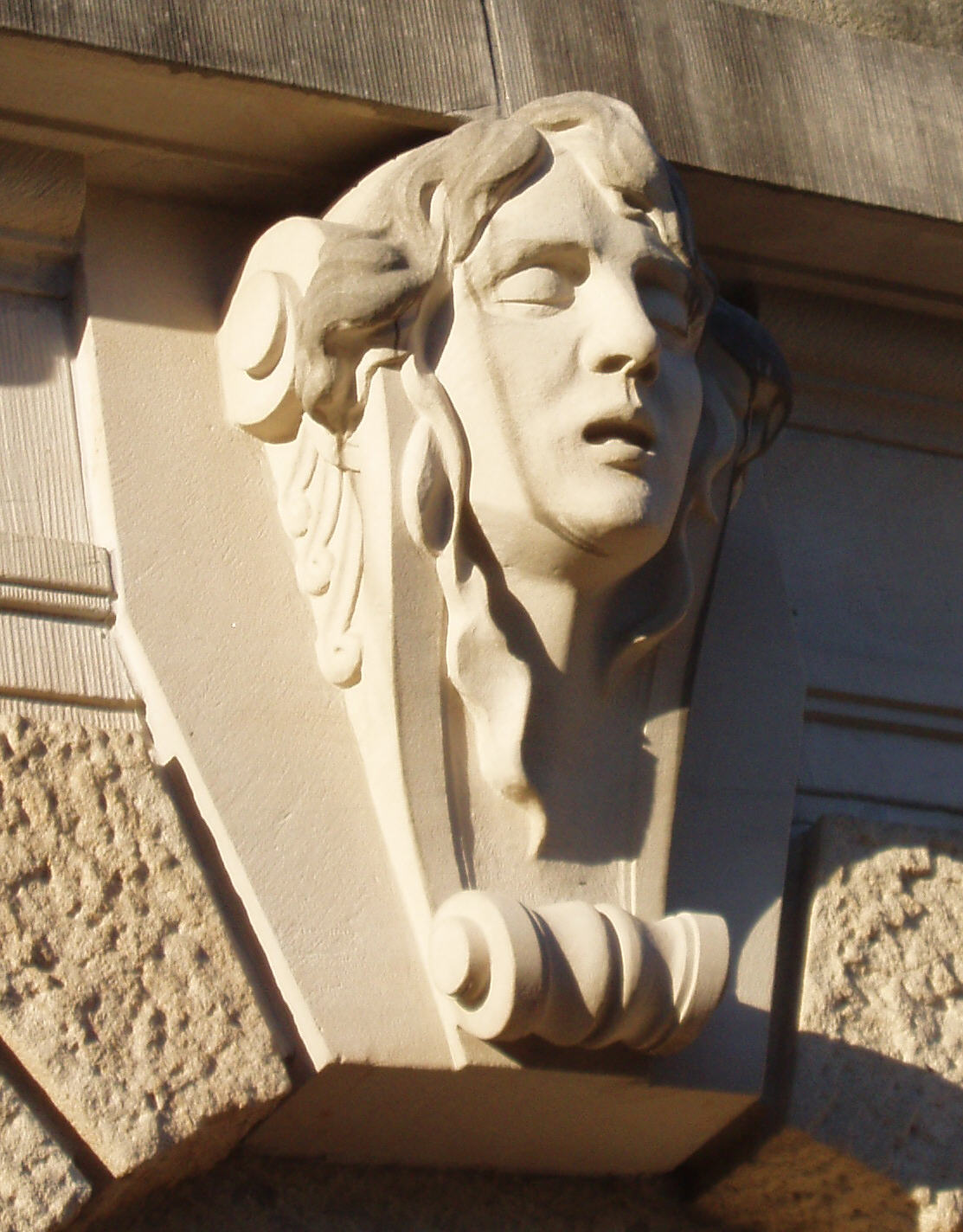
Detail des Krematoriums
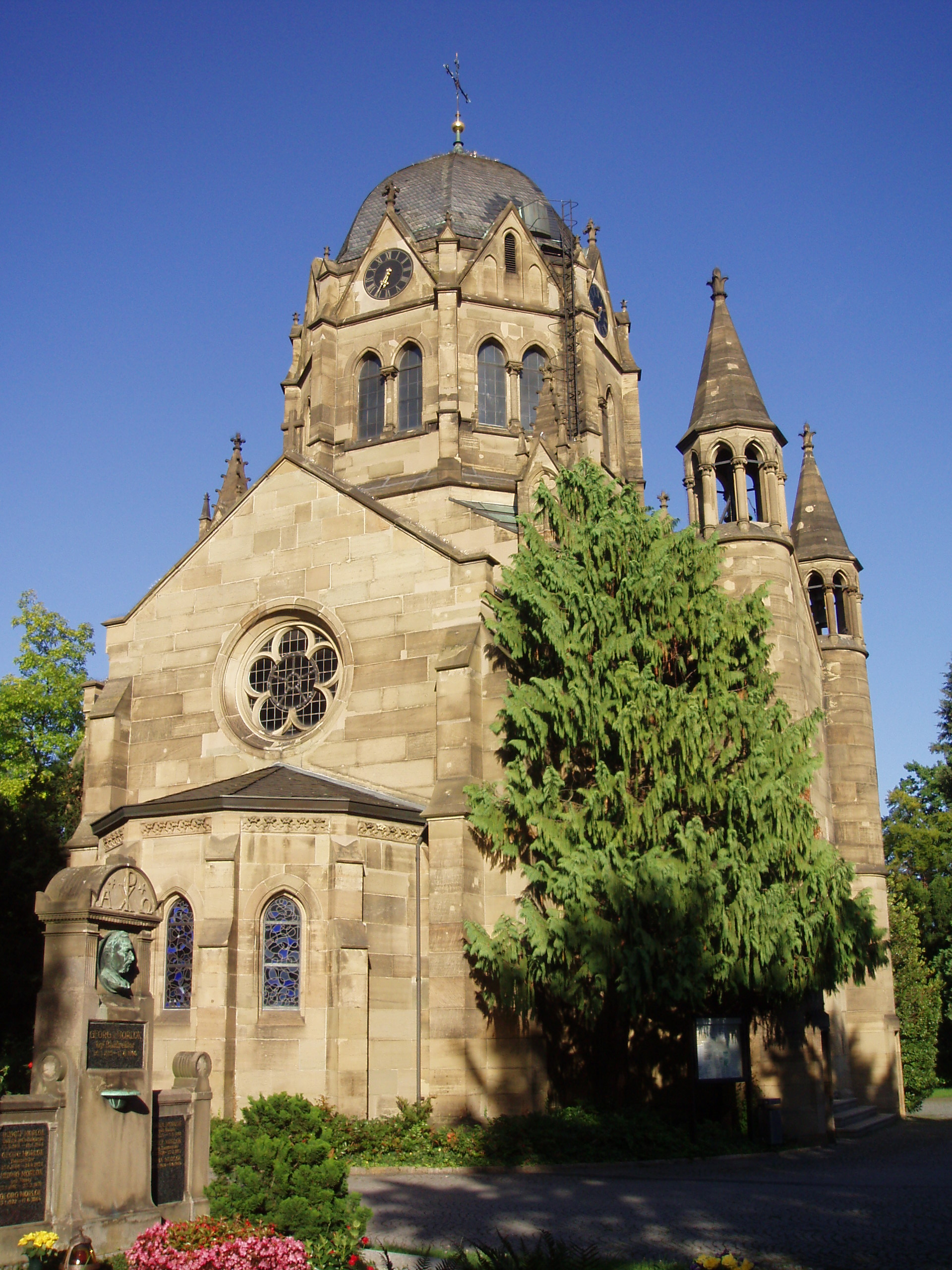
Russisch-orthodoxe Kirche, links im Bild das Grab Georg von Morloks
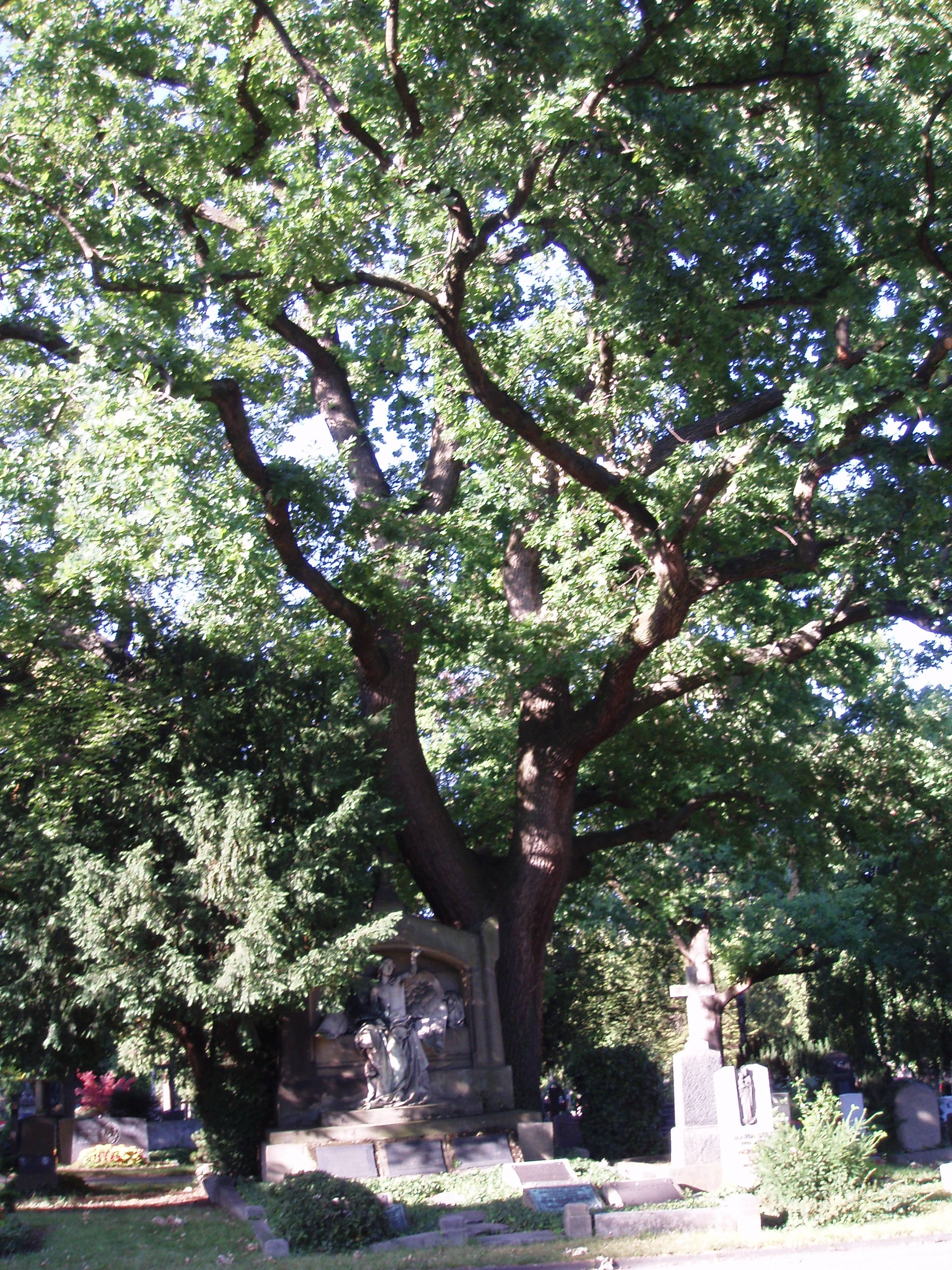
Gräber und Vegetation

## Israelitischer Teil

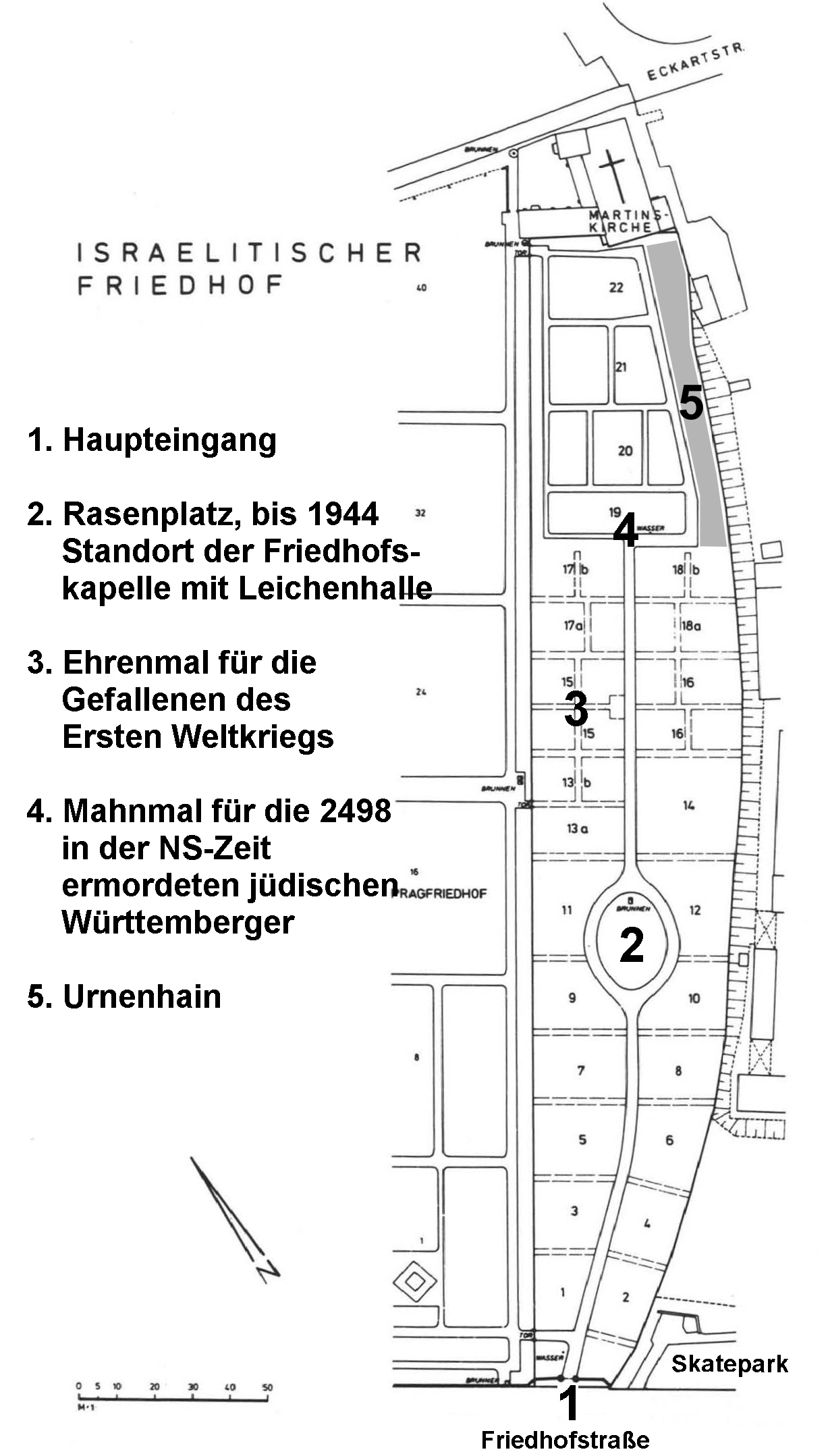
Plan des Israelitischen Teils des Pragfriedhofs

Der israelitische Teil des Pragfriedhofs liegt an der östlichen Seite des allgemeinen Teils, also vom Haupteingang an der Friedhofstraße aus gesehen rechts. Das bei einem Bombenangriff 1944 beschädigte neugotische Eingangstor liegt auch an der Friedhofstraße und wurde in den 1960er Jahren wieder restauriert, jedoch wurde die Dachbekrönung der beiden Pfeilerfialen mit Krabben und Kreuzblume nicht wiederhergestellt.
Das Areal des israelitischen Teils erstreckt sich in einem langen schmalen Streifen von der Friedhofstraße bis zur Eckartstraße bei der Martinskirche. Der Friedhof ist in 22 Abteilungen eingeteilt, die bis zu Abteilung 18 paarweise rechts und links des Mittelwegs liegen und dann rechteckige oder trapezförmige Felder über die ganze Breite des Friedhofs bilden.
Die Nummerierung beginnt an der Friedhofstraße mit Abteilung 1 und endet mit Abteilung 22 bei der Martinskirche. Die Grenzsteine der Abteilungen tragen die entsprechenden römischen Zahlen I–XXII. Die amtliche Nummerierung der Gräber besteht aus der Abteilungsnummer, der Reihennummer und der Grabnummer. Die Reihen liegen parallel zum Zaun und werden aufwärts von West nach Ost gezählt, also vom Zaun des allgemeinen Friedhofs bis zum Zaun des Israelitischen Friedhofs hin. Das Grab mit der Nummer II-V-882 befindet sich zum Beispiel in Abteilung II, Reihe V und hat die fortlaufende Grabnummer 882. Der Urnenhain befindet sich am östlichen Rand der Abteilungen 19-22, vom Haupteingang aus gesehen am rechten Rand. Die Reihen werden hier anders als die anderen Gräber vom Außenzaun an gezählt. 
Der Friedhof und seine Gräber sind in einer Monographie des Pfarrers Joachim Hahn beschrieben (#Hahn 1992). Sie enthält einen Abriss der Geschichte des Friedhofs, eine alphabetische Belegungsliste, einen Belegungsplan und Fotos ausgewählter Grabsteine. Reichhaltige Informationen bietet auch Alemannia Judaica, die Arbeitsgemeinschaft für die Erforschung der Geschichte der Juden im süddeutschen und angrenzenden Raum.
Besuchsmodalitäten: Zum Besuch des Friedhofs muss man den Torschlüssel bei der Verwaltung abholen. Diese befindet sich in dem Gebäude rechts vom Haupteingang an der Friedhofstraße 44 und ist Montag bis Freitag von 7:30–15:30 Uhr geöffnet. Das Haupttor des Israelitischen Friedhofs befindet sich am rechten Ende der Friedhofsmauer in der Friedhofstraße.

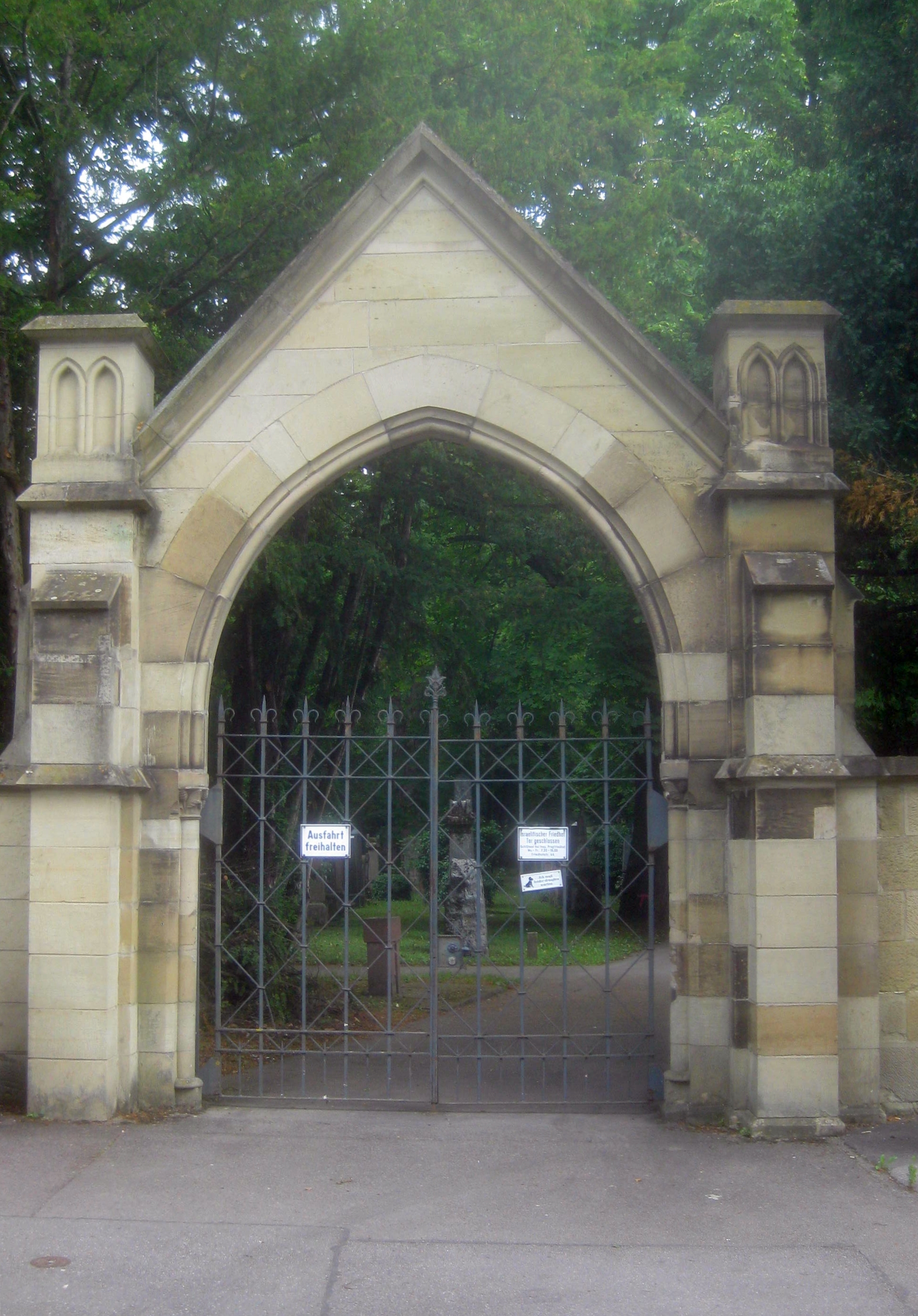
Eingangstor des israelitischen Teils
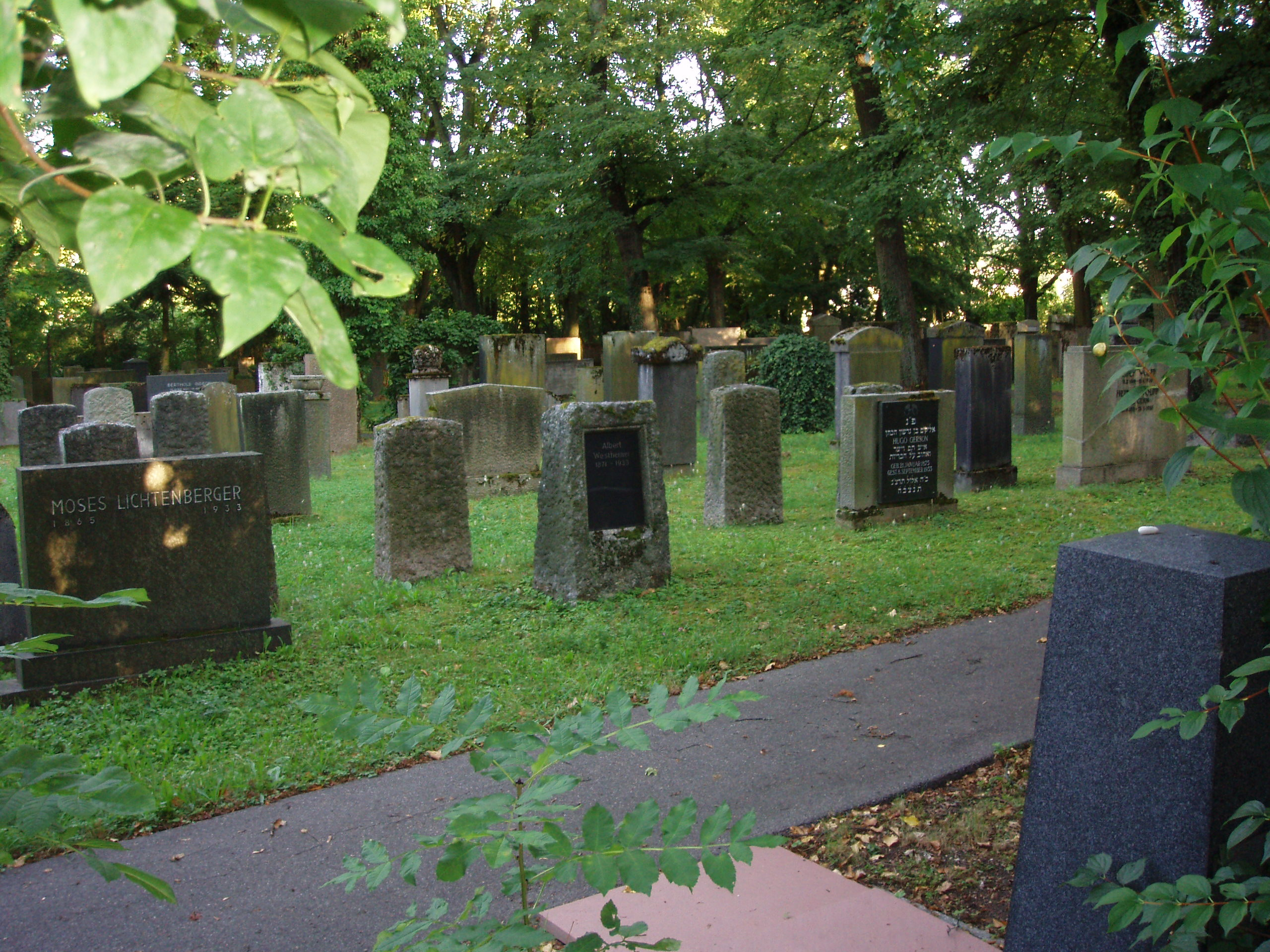
Gräberfeld in Abteilung 21
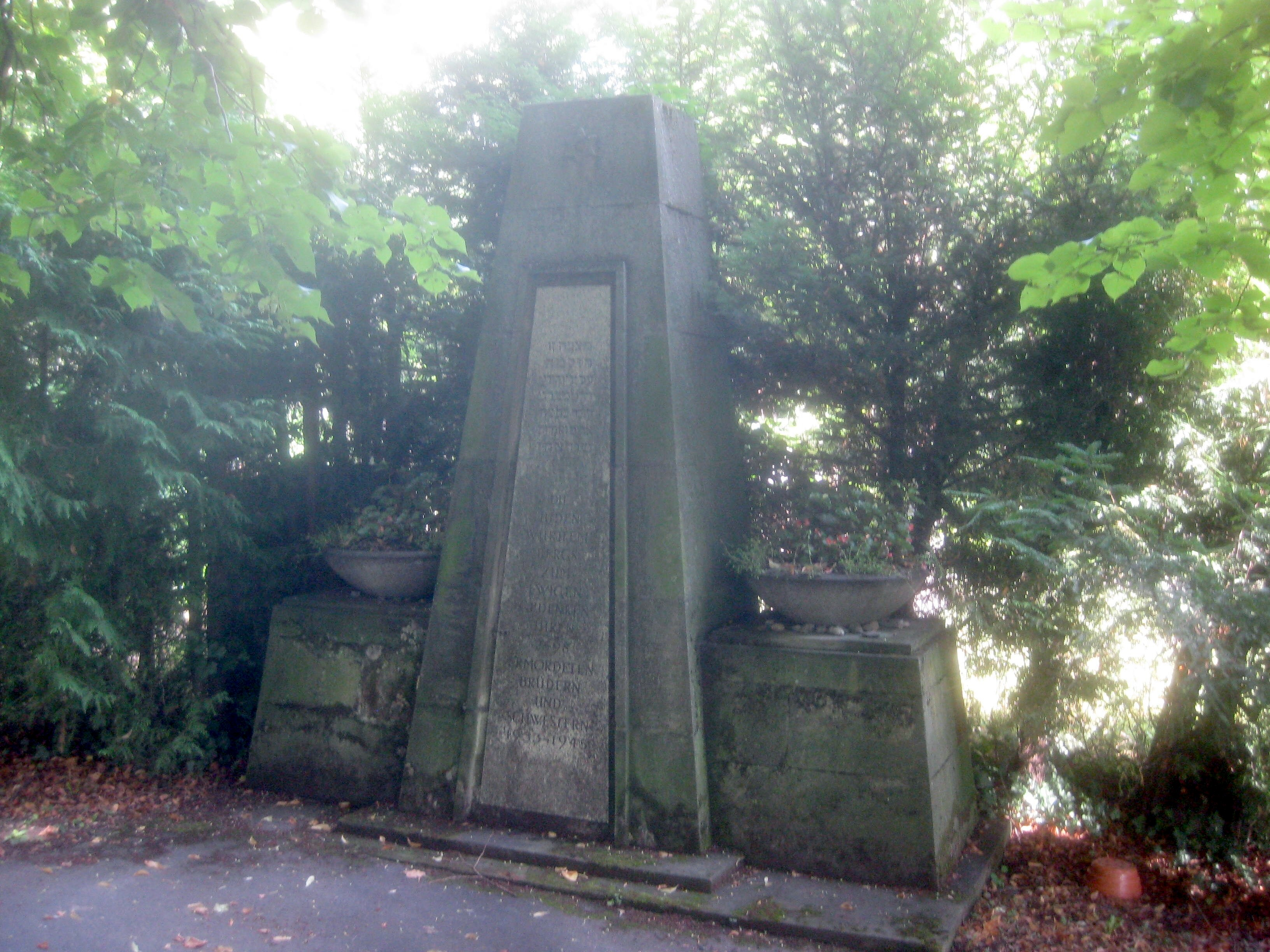
Mahnmal für die 2498 in der NS-Zeit ermordeten jüdischen Württemberger

## Gräber
| → Spaltenlegende und -sortierung | |
| Legende | |
| \| # \| Nummer der Abteilung, in der sich das Grab befindet. Die Lage der Abteilungen geht aus den Friedhofsplänen hervor. Ur = Grab im Urnenhain. \| \| P \| Grab eines Prominenten. \| \| K \| Grab mit Kunstwerk oder ein Grab, das aus anderen Gründen bemerkenswert ist. \| \| * \| Geburtsjahr. \| \| † \| Todesjahr. \| | |
| Sortierung | |
| - Eine Spalte sortieren: das Symbol im Spaltenkopf anklicken. Spalte Grab/Künstler: Sortierung nach dem Familiennamen. - Nach einer weiteren Spalte sortieren: Umschalttaste gedrückt halten und das Symbol anklicken. - Anfangssortierung: nach dem Familiennamen in der Spalte Grab.                                         | |
| # | Nummer der Abteilung, in der sich das Grab befindet. Die Lage der Abteilungen geht aus den Friedhofsplänen hervor. Ur = Grab im Urnenhain. |
| P | Grab eines Prominenten. |
| K | Grab mit Kunstwerk oder ein Grab, das aus anderen Gründen bemerkenswert ist.                                                               |
| * | Geburtsjahr. |
| † | Todesjahr. |

### Allgemeiner Teil

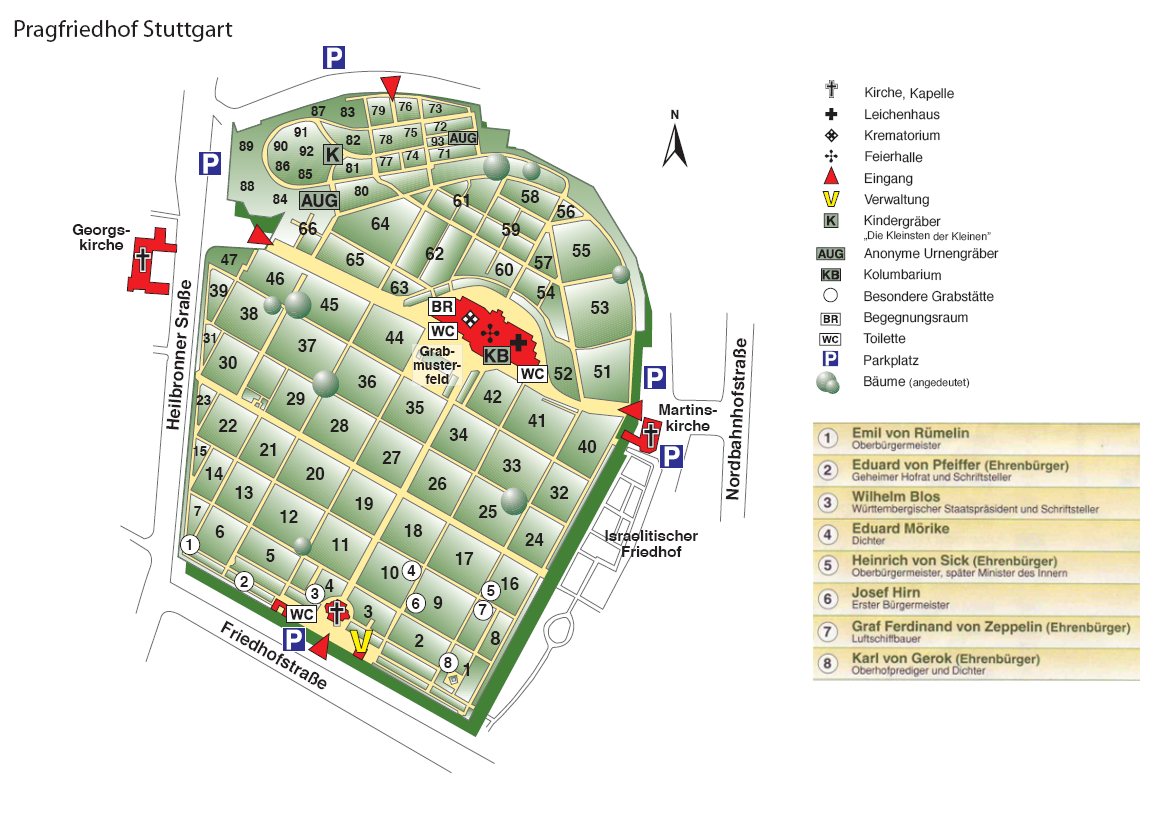
Plan des allgemeinen Teils des Pragfriedhofs

Bedeutung der eingekreisten Ziffern:
1 Emil von Rümelin (1846–1899), 1893–1899 Oberbürgermeister von Stuttgart
2 Eduard von Pfeiffer (1835–1921), Bankier und Sozialreformer
3 Wilhelm Blos (1849–1927), erster Staatspräsident des republikanischen Württemberg
4 Eduard Mörike (1804–1875), schwäbischer Dichter
5 Heinrich von Sick (1822–1881), Oberbürgermeister von Stuttgart und Innenminister von Württemberg
6 Josef Hirn (1898–1971), Erster Bürgermeister in Stuttgart
7 Ferdinand von Zeppelin (1838–1917), Erfinder des Zeppelins
8 Karl von Gerok (1815–1890), evangelischer Prälat und Lyriker
| Bild                | #           | P | K | Grab | *    | †    | Künstler / Objekt |
| ------------------- | ----------- | - | - | --- | ---- | ---- | --- |
|                     | 23          |   | K | Louis Andreas | 1840 | 1908 | C. Clappier, Gruft |
|                     | 03          | P | K | Otto Baisch, Schriftsteller                                                                                       | 1840 | 1892 | Bronzerelief mit Porträt, Sandsteinrelief mit Leier                                                                                       |
|                     | ?           | P |   | Wilhelm Bazille, württembergischer Staatspräsident                                                                | 1874 | 1934 | |
|                     | 02          | P |   | Willi Baumeister, Maler                                                                                           | 1889 | 1955 | |
|                     | 04          | P |   | Egon Reichsgraf von Beroldingen, Pilot, Flughafenleiter und Sportfunktionär                                       | 1885 | 1933 | |
|                     | 18          |   | K | Adolf Friedrich Bonhöffer, Theologe, Klassischer Philologe und Philosophiehistoriker                              | 1859 | 1919 | Säule mit steinernem Kranz |
|                     | 07          |   | K | Karl Blankenhorn, Architekt                                                                                       | 1869 | 1943 | Kurt Fanghänel, Skulptur einer Mutter mit ihrem Sohn                                                                                      |
|                     | 07          |   | K | Ludwig Blankenhorn, Baumeister                                                                                    | 1843 | 1901 | Kurt Fanghänel, Skulptur einer Mutter mit ihrem Sohn                                                                                      |
|                     | 04          | P | K | Wilhelm Blos, württembergischer Staatspräsident                                                                   | 1849 | 1927 | Bronzerelief mit Porträt |
|                     | 39          | P | K | Eugen Bolz, Politiker und Widerstandskämpfer gegen den Nationalsozialismus                                        | 1881 | 1945 | Hochrelief einer Pietà in einer Nische |
|                     | ?           |   | K | Adolf Brommer, Arzt                                                                                               | 1873 | 1941 | Skulptur einer liegenden Trauernden |
|                     | ?           | P | K | Friedrich Graf von Degenfeld-Schonburg, Dragonermajor                                                             | 1878 | 1969 | Bronzerelief mit Wappen und Inschrift |
|                     | ?           | P | K | Rudolf Dietelbach, Bildhauer                                                                                      | 1847 | 1917 | Rudolf Dietelbach, Bronzerelief mit dem Porträt von Dietelbachs erster Frau Sara Gaby                                                     |
|                     | 29          | P |   | Christian von Dillmann, Pädagoge und Schulreformer                                                                | 1829 | 1899 | |
|                     | 14          | P |   | Axel Dünnwald-Metzler, langjähriger Präsident der Stuttgarter Kickers                                             | 1939 | 2004 | |
|                     | 01          | P | K | Joseph von Egle, Architekt                                                                                        | 1818 | 1899 | Grabdenkmal mit Säule und Kreuz |
|                     | (Westmauer) | P |   | Hermann Ehmann, Oberbaurat.                                                                                       | 1844 | 1905 | |
|                     | 05          |   |   | Otto Elben, Journalist und Politiker.                                                                             | 1823 | 1899 | |
|                     | 04          | P | K | Emil Engelmann, Schaumweinfabrikant und Schriftsteller                                                            | 1837 | 1900 | Grabmal mit Bronzerelief |
|                     | 04          | P | K | Friedrich Engelmann, Finanzgerichtspräsident                                                                      | 1879 | 1962 | Grabmal mit Bronzerelief |
|                     | 08          | P |   | Karl Etzel, Eisenbahningenieur und Architekt                                                                      | 1812 | 1865 | |
|                     | 13          | P |   | Wilhelm Emil Fein, Erfinder der elektrischen Handbohrmaschine                                                     | 1842 | 1898 | Grabmal mit Bronzerelief |
|                     | 17          | P |   | Cäsar Flaischlen, Schriftsteller                                                                                  | 1864 | 1920 | |
|                     | 55          | P |   | Kurt Floericke, Forschungsreisender                                                                               | 1869 | 1934 | |
|                     | 09          | P | K | Christiane Fritz geb. Strobel, Frau des Bahnhofaufsehers, „erste Leiche dieses Friedhofs“                         | 1817 | 1873 | |
|                     | 44          |   | K | Familie Nicolas Gaucher                                                                                           | 1846 | 1911 | Georg Rheineck, lebensgroße Figur der 1895 mit 21 Jahren gestorbenen Tochter der Familie Gaucher                                          |
|                     | 01          | P | K | Karl von Gerok, Theologe und Lyriker                                                                              | 1815 | 1890 | Steinkreuz und steinernes Reliefmedaillon                                                                                                 |
|                     | 18          | P |   | Albrecht Goes, Schriftsteller und Theologe                                                                        | 1908 | 2000 | |
|                     | 09          | P |   | Carl Grüneisen, evangelischer Theologe                                                                            | 1802 | 1878 | |
|                     | 03          | P | K | Friedrich Wilhelm Hackländer, Schriftsteller                                                                      | 1816 | 1877 | Obelisk mit bronzenem Reliefmedaillon |
|                     | 08          | P | K | Eduard von Hallberger, Verleger                                                                                   | 1822 | 1880 | Adolf Gnauth, Mausoleum, 1875/1876 |
|                     | 08          | P | K | Ludwig Hallberger, Verleger                                                                                       | 1796 | 1879 | Adolf Gnauth, Mausoleum, 1875/1876 |
|                     | ?           | P |   | Käte Hamburger, Literaturhistorikerin                                                                             | 1896 | 1992 | |
|                     | 19          |   | K | Albert Hangleiter, Baumeister, königlicher Hofwerkmeister                                                         | 1846 | 1916 | Daniel Stocker, Skulptur einer sitzenden Trauernden                                                                                       |
|                     | 02          |   | K | Auguste Haug |      |      | Karl Kopp, Skulptur einer sitzenden Trauernden                                                                                            |
|                     | 33          | P |   | Philipp Held, Gartenbauinspektor                                                                                  | 1856 | 1906 | Bronzebüste |
|                     | ?           | P |   | Karl Hengerer, Architekt                                                                                          | 1863 | 1943 | |
|                     | 20          | P | K | Theodor Heuglin, Forschungsreisender                                                                              | 1824 | 1876 | Joseph von Kopf, Bronzemedaillon mit dem Brustbild von Theodor Heuglin auf einem 2 Meter hohen Tonschiefer-Findling aus Bad Waldsee, 1879 |
|                     | 05          | P | K | Julius Hoelder, Politiker                                                                                         | 1819 | 1887 | Grabstele mit Büste |
|                     | 08          | P | K | Ludwig von Hofer, Bildhauer                                                                                       | 1801 | 1887 | Theodor Bausch, Grabstele mit Büste |
|                     | ?           | P |   | Albert Kappis, Maler und Lithograf                                                                                | 1836 | 1914 | |
|                     | 02          |   | K | Eduard B. Kaupe, Foto vor 1904                                                                                    | 1812 | 1898 | Eisenlohr & Weigle, klassizistisches Grabdenkmal mit Marmoramphore und Bronzegeländer, nach 1897                                          |
|                     | 02          |   | K | Eduard B. Kaupe.                                                                                                  | 1812 | 1898 | Eisenlohr & Weigle, klassizistisches Grabdenkmal, nach 1897, Marmoramphore und Bronzegeländer fehlen heute.                               |
|                     | ?           | P |   | Julius Keck, Politiker                                                                                            | 1869 | 1924 | |
|                     | 02          | P |   | Emil Keßler, Ingenieur (Grabstätte vormals auf dem Hoppenlaufriedhof)                                             | 1813 | 1867 | |
|                     | ?           | P | K | Christian von Knapp, württembergischer Finanzminister                                                             | 1800 | 1861 | Grabdenkmal mit Bronzerelief |
|                     | 01          | P | K | Rudolf Knosp, Chemieunternehmer                                                                                   | 1820 | 1897 | Grabdenkmal mit Ornamentreliefs und Engelköpfchen                                                                                         |
|                     | 16          |   | K | Familie Köchele                                                                                                   |      |      | Theodor Bausch, Relief einer sitzenden Trauernden                                                                                         |
|                     | ?           | P |   | Wilhelm Kohlhammer, Verleger                                                                                      | 1839 | 1893 | |
|                     | 32 (Zaun)   | P |   | Alfred Kröner, Verlagsbuchhändler                                                                                 | 1861 | 1922 | |
|                     | ?           | P |   | Theodor Kroner, Stadtrabbiner (1893–1922) und Gelehrter                                                           | 1845 | 1923 | |
|                     | 13          | P |   | Theodor von Landauer, Architekt                                                                                   | 1816 | 1894 | |
|                     | 01          | P | K | Christian Friedrich von Leins, Architekt                                                                          | 1814 | 1892 | Grabdenkmal mit Büste |
|                     | 15          | P |   | Louis Leitz, Erfinder des Leitz-Ordners                                                                           | 1846 | 1918 | |
|                     | ?           | P |   | Carl Linder, Bankier                                                                                              | 1899 | 1988 | |
|                     | ?           | P |   | Otto Lueger, Ingenieur, Baubeamter und Hochschullehrer                                                            | 1843 | 1911 | |
|                     | ?           | P | K | Otto von Marchtaler, württembergischer Generaloberst                                                              | 1854 | 1920 | Grabmal mit Bronzerelief |
|                     | ?           | P |   | Familie Marquardt, Hoteliers                                                                                      |      |      | |
|                     | ?           | P |   | Karl Mauch, Afrikaforscher                                                                                        | 1837 | 1875 | |
|                     | ?           |   | K | Emil Möhrlin | 1853 | 1900 | Heinrich und Hermann Macholt, Skulptur einer stehenden Trauernden                                                                         |
|                     | ?           | P |   | Ruth Mönch, Schauspielerin und Moderatorin, Ehefrau von Willy Seiler                                              | 1926 | 2000 | |
|                     | 10          | P | K | Eduard Mörike, Schriftsteller                                                                                     | 1804 | 1875 | Grabdenkmal mit Büste und Ornamentreliefs                                                                                                 |
|                     | 04          | P | K | Georg von Morlok, Architekt.                                                                                      | 1815 | 1896 | Grabdenkmal mit Bronzebüste. |
|                     | 04          | P | K | Eduard Otto Moser, Schokoladenfabrikant                                                                           | 1818 | 1879 | Theodor Bausch, klassizistisches Grabdenkmal mit Bronzetür und Engelstandbild                                                             |
|                     | 25          | P | K | Otto Müller, Schriftsteller                                                                                       | 1816 | 1894 | Theodor Bausch, Grabmal mit bronzenem Porträtrelief und liegender Frauenfigur aus Bronze, 1901                                            |
|                     | 29          |   | K | Familie Müller-Luz                                                                                                |      |      | Daniel Stocker, Skulptur einer knienden Trauernden                                                                                        |
|                     | ?           | P |   | Ernst Moritz Mungenast, Schriftsteller und Journalist                                                             | 1898 | 1964 | |
|                     | ?           | P |   | Bernhard von Neher, Maler                                                                                         | 1806 | 1886 | |
|                     | ?           | P |   | Hans Nibel, technischer Direktor der Daimler-Benz AG                                                              | 1880 | 1934 | |
|                     | 16          | P | K | Adolf Nill, Tierarzt und Besitzer von Nills Tiergarten in Stuttgart, Sohn von Johannes Nill                       | 1861 | 1945 | Obelisk aus schwarzem Kunststein |
|                     | 16          | P | K | Hans Nill, Architekt, Sohn von Adolf Nill                                                                         | 1905 | 1965 | Obelisk aus schwarzem Kunststein |
|                     | 16          | P | K | Johannes Nill, Gründer von Nills Tiergarten                                                                       | 1825 | 1894 | Obelisk aus schwarzem Kunststein |
|                     | 08          | P |   | Roland Ostertag, Architekt                                                                                        | 1931 | 2018 | |
|                     | Westmauer   | P |   | Eduard Pfeiffer, Bankier und Sozialreformer                                                                       | 1835 | 1921 | |
|                     | 18          |   | K | Wilhelm Pfeiffer, Geologe und Studienrat                                                                          | 1888 | 1939 | Säule mit steinernem Kranz |
|                     | ?           | P |   | Gustav Pfizer, Schriftsteller.                                                                                    | 1807 | 1890 | |
|                     | 53          |   | K | Pfleiderer | -    | -    | zwei Trauernde |
|                     | ?           | P | K | Karl Christian Planck, Philosoph                                                                                  | 1819 | 1880 | Grabstele mit Reliefmedaillon |
|                     | ?           | P |   | Hermann Ploucquet, Tierpräparator                                                                                 | 1816 | 1878 | |
|                     | 05          | P | K | Dionys Pruckner, Pianist und Musiklehrer                                                                          | 1834 | 1896 | Karl Donndorf, Bronzemedaillon mit Porträtrelief, 1893                                                                                    |
|                     | ?           | P | K | Familie von Reitzenstein                                                                                          | 1846 | 1899 | Teilweise roher Marmorblock mit Bronzebeschlag                                                                                            |
|                     | 03          | P | K | Robert Roemer, Rechtswissenschaftler und Politiker.                                                               | 1823 | 1879 | Obelisk mit Reliefmedaillon. |
|                     | 16          | P | K | Emil von Rümelin, Oberbürgermeister von Stuttgart                                                                 | 1846 | 1899 | Grabdenkmal mit Reliefmedaillon und Wappenrelief von Stuttgart                                                                            |
|                     | 01          | P | K | Familien Sauters und Entress-Fürsteneck                                                                           |      |      | Adolf Gnauth, Mausoleum, 1872 |
|                     | ?           | P | K | Albert Schäffle, k. k. österreichischer Minister                                                                  | 1831 | 1903 | Grabdenkmal mit Steinkreuz und Lorbeerkranz                                                                                               |
|                     | ?           | P |   | Käte Schaller-Härlin, Malerin                                                                                     | 1877 | 1973 | |
|                     | 22          | P | K | Rudolf von Scharpff, Hofkammerpräsident                                                                           | 1862 | 1914 | architektonisches Grabmal von Theodor Fischer                                                                                             |
|                     | 32 (Zaun)   |   | K | Hans Schiedmayer                                                                                                  | 1897 | 1979 | Gustav Adolf Bredow, Skulptur einer Mutter mit ihrem trauernden Sohn                                                                      |
|                     | 07          | P | K | Johannes von Schlayer, württembergischer Staatsminister                                                           | 1792 | 1860 | Skulptur eines Posaunenengels |
|                     | ?           | P |   | Rudolf von Schmid, Theologe                                                                                       | 1828 | 1907 | |
|                     | 02          | P | K | Georg Schöttle, Bauunternehmer, Möbelfabrikant und Initiator der Stuttgarter Pferdeeisenbahn                      | 1823 | 1897 | Obelisk mit Porträtmedaillon in Bronze |
|                     | ?           | P |   | Franz Josef Schütky, Sänger, Komponist, Chorleiter und Opernregisseur                                             | 1817 | 1893 | |
|                     | 02          | P |   | Tony Schumacher, Kinderbuchautorin                                                                                | 1848 | 1931 | |
|                     | 27          | P |   | Willy Seiler, Schauspieler und Moderator, Ehemann von Ruth Mönch                                                  | 1930 | 1988 | |
|                     | 05          | P |   | Ernst Eberhard Friedrich von Seyffer, Leiter der königlich württembergischen Bau- und Gartendirektion             | 1781 | 1856 | Wandepitaph an der Mauer zur Friedhofstraße                                                                                               |
|                     | 05          | P |   | Otto Ernst Julius Seyffer, Physiker                                                                               | 1823 | 1890 | Wandepitaph an der Mauer zur Friedhofstraße                                                                                               |
|                     | 16          | P | K | Heinrich von Sick, Oberbürgermeister von Stuttgart                                                                | 1822 | 1881 | Relief mit Kranz und pflanzlichen Ornamenten                                                                                              |
|                     | 24 (Zaun)   |   | K | Robert Sick | 1854 | 1913 | Adolf Fremd, Skulptur einer Frau, den Himmel anrufend                                                                                     |
|                     | 14          | P |   | Ernst von Sieglin, Seifenfabrikant, Antikenforscher, Kunstmäzen                                                   | 1848 | 1927 | Engelstandbild, Bronzeeinfriedung |
|                     | ?           | P |   | Heinrich Sontheim, „Kaiser der Tenöre“                                                                            | 1820 | 1912 | |
|                     | 01          | P | K | Hans Speidel, General                                                                                             | 1897 | 1984 | Reliefs einer Frau und eines Manns (?) |
|                     | 08          | P |   | Hans Spemann, Biologe                                                                                             | 1869 | 1941 | |
| \|                  | 18          |   | K | Hermann Staigmüller                                                                                               | 1857 | 1908 | Engel unter Torbogen von Jakob Brüllmann nach einem Entwurf von Theodor Fischer                                                           |
|                     | 26          | P |   | Franz Seraph Stirnbrand, württembergischer Hofmaler                                                               | 1788 | 1882 | |
|                     | 12          | P | K | Albert Stotz, Pionier der Gießereitechnik                                                                         | 1815 | 1893 | Bronzehochrelief mit zwei Figuren und Engelsköpfchen                                                                                      |
|                     | 17          | P |   | Wilhelm Strienz, deutscher Sänger (Bass)                                                                          | 1900 | 1987 | |
|                     | 07          | P |   | Karl Friedrich Stroheker, Althistoriker                                                                           | 1914 | 1988 | |
|                     | 41          | P | K | Anna Sutter, Opernsängerin.                                                                                       | 1871 | 1910 | Statue eines nackten Trauernden mit Kranz                                                                                                 |
|                     | 03          |   | K | Hans Joachim Uerz                                                                                                 | 1930 | 2006 | |
|                     | ?           |   | K | Familie Vischer, Foto vor 1899                                                                                    |      |      | Eisenlohr & Weigle, architektonisches Grabdenkmal, Ausführung durch Hofwerkmeister Hermann Vischer                                        |
|                     | 08          |   | K | Paul Voeth | 1844 | 1912 | Daniel Stocker, Skulptur einer stehenden Trauernden                                                                                       |
|                     | 02          | P |   | Karl Gustav Vollmoeller, Dichter und Flugzeugkonstrukteur                                                         | 1878 | 1948 | |
|                     | –           | P |   | Claire Waldoff, Kabarettistin und Sängerin (Urne: Kolumbarium 23-38594)                                           | 1884 | 1957 | |
|                     | ?           | P |   | Else Wallach geb. Weil, Modell der Stuttgardia am Stuttgarter Rathaus (→ Abbildung)                               | 1884 | 1955 | |
|                     | ?           | P |   | Josef Warscher, Geschäftsführer der Israelitischen Religionsgemeinschaft in Württemberg                           | 1908 | 2001 | |
| Familiengrab Weidle | 61          |   | K | Familie Weidle, in Auftrag gegeben von Karl Otto Weidle, Generalvertreter der Stuttgarter Lebensversicherungsbank | 1888 |      | Bronzeengel mit Kranz, 1928 |
|                     | ?           | P | K | Carl Weitbrecht, Diakon, Schriftsteller und Rektor der Technischen Hochschule Stuttgart                           | 1847 | 1904 | Säule mit Bronzerelief und Steinvase |
|                     | 37          | P |   | Karl von Weizsäcker, württembergischer Ministerpräsident                                                          | 1853 | 1926 | |
|                     | 24 (Zaun)   | P | K | Konrad Wittwer, Verlagsbuchhändler und Politiker                                                                  | 1903 | 1973 | klassizistisches Grabdenkmal |
|                     | 15          | P |   | Eduard Zeller, Theologe und Philosoph                                                                             | 1814 | 1908 | |
|                     | 08          | P | K | Ferdinand Graf von Zeppelin, Luftschiffahrtspionier                                                               | 1838 | 1917 | Steinkreuz |
|                     | 23          |   | K | Familie Zweigart                                                                                                  |      |      | Ludwig Habich, Skulptur einer stehenden Trauernden                                                                                        |

### Israelitischer Teil
| Bild | #     | P | K | Grab                                                                         | *    | †    | Künstler / Objekt                                        |
| ---- | ----- | - | - | ---------------------------------------------------------------------------- | ---- | ---- | -------------------------------------------------------- |
|      | 01    |   | K | Sigmund Benzinger, Fabrikdirektor.                                           | 1844 | 1933 | klassizistisches Grabdenkmal mit Amphore.                |
|      | 20 Ur | P |   | Sigismund Frank, Bankier, Vater des Stuttgarter Schriftstellers Bruno Frank. | 1848 | 1930 |                                                          |
|      | 02    | P | K | Albert Güldenstein, Bildhauer.                                               | 1822 | 1891 | Bronzetafel mit zwei Wappen und pflanzlichen Ornamenten. |
|      | 03    |   | K | Joseph Kaufmann, Fabrikant.                                                  | 1799 | 1861 | maurische (neu-islamische) Stilelemente.                 |
|      | 01    |   | K | Eduard Pfeiffer, Ingenieur.                                                  | 1819 | 1883 | maurische (neu-islamische) Stilelemente.                 |
|      | 05    |   | K | Leopold Rosenheim, Kaufmann.                                                 | 1846 | 1879 | abgebrochene Säule.                                      |

## Stadtklima
Der Pragfriedhof gilt als eine der wichtigsten Grünflächen im Stadtbereich Stuttgart und wird in die Planungen des Projekts Stuttgart 21 einbezogen. Sein dichter Baumbestand verhindert ein deutliches nächtliches Auskühlen, wie es in Parkanlagen, die offener bepflanzt sind, auftritt.

## Veranstaltungen
Der Pragfriedhof war ab dem Jahr 2000 immer wieder Schauplatz der Veranstaltung be-rührungen, die das teatro piccolo zusammen mit der Nordgemeinde veranstaltete. Es handelt sich dabei um einen nächtlichen Spaziergang über den Friedhof mit mehreren Stationen zum Thema Vergänglichkeit und Ewigkeit.

## Anbindung an den Öffentlichen Nahverkehr
Ab 1885 bestand eine Omnibuslinie zwischen dem Pragfriedhof und der Schwabstraße. Schon ein Jahr später existierte hier eine Straßenbahnlinie der Neuen Stuttgarter Straßenbahngesellschaft Lipken und Cie. Heutzutage ist der Pragfriedhof über die Haltestellen Pragfriedhof mit den dort verkehrenden Stadtbahnlinien U5, U6, U7 und U15 sowie Milchhof mit der dort verkehrenden U12 zu erreichen.